# Niels Stolberg

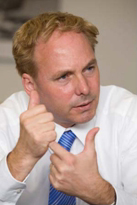
Niels Stolberg

Niels Rudolf Stolberg (* 24. November 1960 in Brake) ist ein deutscher Unternehmer. Er war einer der beiden Gründer der Beluga Shipping GmbH und geschäftsführender Gesellschafter bis zum 3. März 2011. Am 15. März 2018 wurde er wegen Untreue, Bilanzfälschung und Kreditbetrugs zu dreieinhalb Jahren Haft verurteilt. Die eingelegte Revision wurde vom Bundesgerichtshof am 18. Dezember 2019 verworfen, das Urteil war damit rechtskräftig geworden.

## Biografie
Stolberg wuchs in Brunsbüttel an der Elbmündung auf. Der Segler studierte Nautik an der Fachhochschule Oldenburg, Fachbereich Seefahrt in Elsfleth und erwarb 1985 das große Kapitänspatent (AG) und den Abschluss als Diplom-Wirtschaftsingenieur (FH) für Seeverkehr.
Mit dem Unternehmen, der Beluga Shipping GmbH, war er Mitglied im Verband Deutscher Reeder (VDR). Er war vom 27. November 2008 bis zum 2. März 2011 Aufsichtsratsmitglied des Fußball-Bundesligisten Werder Bremen. Stolberg ist in zweiter Ehe mit Simone Stolberg verheiratet und hat drei Töchter aus erster Ehe.
Heute arbeitet Stolberg mit internationalen Partnern an einer emissionsfreien Seetransportlogistik für grüne Kraftstoffe. Vor allem der emissionsfreie Transport von den Produktionsstätten in Übersee ins deutsche Hinterland wird dabei forciert.
„Stolberg war seiner Zeit voraus“, sagt Peters rückblickend. So habe der Bremer Reeder bereits vor mehr als 15 Jahren den Bau von Windkraftanlagen angeregt, um mit deren Energie über Elektrolyse Wasserstoff produzieren zu können, der letztlich Schiffe umweltfreundlich antreiben kann. Derartige Visionen Stolbergs habe auch der Esenser Samtgemeinderat seinerzeit diskutiert.

### Beluga
1995 gründete Stolberg, nach mehrjähriger Tätigkeit in der Bremer Reederei Bruno Bischoff, wo er die Befrachtungsabteilung aufbaute, die Beluga Shipping GmbH als Keimzelle der Beluga-Group. Die Unternehmensgruppe baute er gemäß einer Untersuchung des Instituts für Seeverkehrswirtschaft und Logistik (ISL) zum Weltmarktführer im Nischenmarkt Projekt- und Schwergutschifffahrt aus.
Am 3. März 2011 schied er vor dem Hintergrund finanzieller Probleme seiner Firmengruppe und der damit verbundenen drohenden Komplettübernahme der Beluga-Group durch den US-Finanzinvestor Oaktree Capital Management als Geschäftsführer aus. Am 9. März 2011 gab die Bremer Staatsanwaltschaft bekannt, dass sie gegen ihn und weitere leitende Angestellte Ermittlungsverfahren wegen schweren Betrugs eingeleitet habe. Kurze Zeit später meldeten einige der Tochterunternehmen der Beluga Group Insolvenz an. Es gab außerdem Ermittlungen der Staatsanwaltschaft wegen des Vorwurfs der Veruntreuung in Zusammenhang mit Spenden an das Projekt Beluga School for Life in Thailand. Stolberg selbst beantragte im April 2011 die Privatinsolvenz; als Grund gab er Forderungen in Höhe von über 130 Millionen Euro seitens des Investors Oaktree an.
In den Folgejahren kam es zu weiteren Ermittlungen seitens der Staatsanwaltschaft und im September 2014 zur Anklage. Niels Stolberg und drei Mitarbeitern der Firma wurde Betrug, Untreue und Kreditbetrug vorgeworfen. Der Prozess begann am 20. Januar 2016 vor dem Landgericht Bremen; 55 Verhandlungstage waren angesetzt. Im weiteren Verlauf kam es zu weiteren Betrugsvorwürfen. Insbesondere wurden Bilanzen gefälscht. Wenige Tage nach Prozessbeginn legte Stolberg ein Teilgeständnis ab. Am 15. März 2018 wurde er wegen Untreue und Kreditbetrugs zu drei Jahren und sechs Monaten Haft verurteilt. Gegen das Urteil wurde Revision eingelegt. Die Revision wurde vom Bundesgerichtshof am 18. Dezember 2019 verworfen, das Urteil war damit rechtskräftig. Stolberg trat seine Strafe im Juli 2020 in der Justizvollzugsanstalt Oslebshausen an. Im November 2022 wurde er vorzeitig aus der Haft entlassen.

### Engagement
Stolberg engagierte sich für den nautischen Nachwuchs in Deutschland und hatte zu diesem Zweck die Beluga Sea Academy gegründet, bei der jährlich mehr als hundert Seeleute auf sechs reedereieigenen Ausbildungsschiffen praktisch trainiert wurden. Insgesamt investierte sein Unternehmen 2008 knapp vier Millionen Euro in die Nachwuchsförderung.
Privat hielt sich Stolberg auf der Nordseeinsel Spiekeroog auf. Dort errichtete er unter anderem das Galerie- und Künstlerhaus Spiekeroog, eine Stätte für Kunst & Kultur, Künstler und Kreative. Das Künstlerhaus stellte im Zuge der Beluga-Insolvenz zum 1. Juni 2011 seinen Betrieb ein. Stolberg war auch Botschafter des Martins-Club Bremen sowie des Kinderhospiz Jona der bremischen Stiftung Friedehorst.
Des Weiteren war er Initiator der Beluga School for Life (jetzt Hanseatic School for Life) in Thailand, in der rund 240 Menschen ein neues Zuhause und eine Ausbildungschance bekommen haben. Der Schwerpunkt des Projektes lag auf einem innovativen Bildungskonzept, das bereits von der damaligen Bundesregierung und vom UNO-Sonderbeauftragten des UN-Generalsekretärs für Sport im Dienste von Frieden und Entwicklung Willi Lemke ausgezeichnet wurde. Die Staatsanwaltschaft Bremen ermittelte später wegen des Verdachts der Veruntreuung von Spendengeldern. Die Staatsanwaltschaft hielt ein Stolberg entlastendes Gutachten für nicht stichhaltig und erklärte im Oktober 2011, der Verdacht habe sich erhärtet.

## Auszeichnungen
- Bremer Unternehmer des Jahres 2006 (ASU/BJU)[41]
- Entrepreneur des Jahres 2006 in der Kategorie Dienstleistungen in Deutschland (Ernst & Young)[42]
- Im Unternehmerwettbewerb, von Das Örtliche initiiert, wurde Stolberg zum Mutmacher der Nation 2008 gewählt.[43]